# Mark Feuerstein
Mark Feuerstein (New York, 8 juni 1971) is een Amerikaans acteur. Hij speelde omvangrijke rollen in onder meer de komedieseries Fired Up en Good Morning, Miami. In 1998 maakte hij zijn filmdebuut als het personage Michael in Practical Magic. Sindsdien had hij rollen in onder meer de films Woman on Top en In Her Shoes. Hij speelde ook Jacob Anton Ness in de misdaaddramaserie Prison Break. 
Feuerstein heeft inclusief televisiefilms rollen in meer dan vijftien rolprenten achter zijn naam. Vaker was hij te zien in verschillende televisieseries. Inclusief eenmalige gastrollen speelde hij in meer dan 135 afleveringen van verscheidene titels.
Feuerstein trouwde in 2005 met scriptschrijfster-producente Dana Klein, die onder meer verschillende afleveringen van Friends en Becker schreef. Samen met haar kreeg hij dochter Lila Jane en zoon Frisco Jones.

## Filmografie
*Exclusief televisiefilms
- Babysplitters (2019)
- Baked in Brooklyn (2016)
- Larry Gaye: Renegade Male Flight Attendant (2015)
- Meadowland (2015)
- In Your Eyes (2014)
- Life Partners (2014)
- Knucklehead (2010)
- Defiance (2008)
- Masters of Horror: Pro-Life (2006)
- Lucid (2006)
- Shut Up and Sing (2006)
- In Her Shoes (2005)
- Three Days of Rain (2002)
- Abandon (2002)
- What Women Want (2000)
- Woman on Top (2000)
- Rules of Engagement (2000)
- 30 Days (1999)
- The Muse (1999)
- Giving It Up (1999)
- Practical Magic (1998)

## Televisieseries
*Exclusief eenmalige gastrollen
- 9JKL - Josh (2017-2018, zestien afleveringen)
- Wet Hot American Summer: Ten Years Later - Mark (2017, 8 afleveringen)
- Prison Break - Jacob Anton Ness (2017, 9 afleveringen)
- Royal Pains - Dr. Hank Lawson (2009-2016, 104 afleveringen)
- Nurse Jackie - Barry Wolfe (2015, 5 afleveringen)
- The Hustler - The Hustler (2009, 11 afleveringen)
- 3 lbs. - Dr. Jonathan Seger (2006, 7 afleveringen)
- The West Wing - Sen. Maj. Counsel Cliff Calley (2001-2005, 7 afleveringen)
- Good Morning, Miami - Jake Silver (2002-2004, 39 afleveringen)
- Once and Again - Leo Fisher (2000-2001, 5 afleveringen)
- Fired Up - Danny Reynolds (1997-1998, 28 afleveringen)
- Caroline in the City - Joe DeStefano (1996-1997, 18 afleveringen)

- Biblioteca Nacional de España: XX4905138
- International Standard Name Identifier: 0000 0001 1476 6320
- Library of Congress Control Number: no2001036552
- Nationale Bibliotheek van Tsjechië: xx0042787
- Nationale Bibliotheek van Israël: 987007449505905171
- Nederlandse Thesaurus van Auteursnamen: 244818290
- Virtual International Authority File: 85570499
- WorldCat: E39PBJv4gRFthFWrdKRBmVKcfq